# Pan de Azúcar (comuna)
Pan de Azúcar fue una de las comunas que integró el antiguo departamento de Coquimbo, en la provincia de Coquimbo.

## Historia
La comuna fue creada por decreto N.º 4.996 del 31 de diciembre de 1920. Su territorio correspondía a la subdelegación 5.° homónima.
Esta comuna fue suprimida mediante el Decreto con Fuerza de Ley N.º 8.583 del 30 de diciembre de 1927, anexando su territorio a la comuna de Coquimbo. La supresión se hizo efectiva a contar del 1 de febrero de 1928.